# Stefan Neubert
Stefan Neubert (* 1982 in Halle (Saale)) ist ein deutscher Dirigent und Kapellmeister.

## Künstlerischer Werdegang
Stefan Neubert wurde zunächst am Georg-Friedrich-Händel-Konservatorium und im Stadtsingechor zu Halle unterrichtet. Es folgten Studien in Dirigieren, Klavier und Improvisation an der Musikhochschule Dresden und der Musikhochschule Karlsruhe. Zudem besuchte er Meisterkurse bei Jorma Panula sowie Paavo und Neeme Järvi. 2002 war er Stipendiat der Bayreuther Festspiele. Seine ersten Festengagements führten ihn bereits während des Studiums 2006 als Solo-Repetitor mit Dirigierverpflichtung ans Anhaltische Theater Dessau und 2012 als stellvertretender Chordirektor ans Badische Staatstheater Karlsruhe.
Neubert ist seit 2015 am Saarländischen Staatstheater Saarbrücken engagiert, zunächst als 2. Kapellmeister tätig war, seit 2018 als 1. Kapellmeister. Sein Repertoire umfasst Oper, Operette, Musical und Ballett. Neben dem klassischen Repertoire dirigierte er die Uraufführungen der Oper Sita von Gustav Holst sowie Ophelia von Sarah Nemtsov, zudem übernahm er die musikalische Leitung der deutschen Erstaufführungen von Michel Legrands Musical Marguerite und der Oper Marilyn Forever von Gavin Bryars. Neuberts Produktion von Beethovens Die Geschöpfe des Prometheus wurde anlässlich des Beethovenjahres 2020 vom Sender Arte übertragen. Er dirigierte mehrfach das Neujahrskonzert des Saarländischen Staatsorchesters. In der Saison 2023/24 leitete er die Neuproduktion von Puccinis Manon Lescaut am Stadttheater Klagenfurt.
Gastdirigate führten Neubert unter anderem zur Deutschen Radiophilharmonie Saarbrücken Kaiserslautern, zur Staatskapelle Halle, zu den Stuttgarter Philharmonikern, zum Orchestre Philharmonique Luxembourg, zur Philharmonie Baden-Baden und zum Württembergischen Kammerorchester Heilbronn. International debütierte er 2023 in Südkorea beim Gyeongbuk Philharmonic Orchestra.